# 黄爱廉
黄爱廉 (1916年11月—2021年9月15日)，中国著名护理专家，广东高要人，中共党员，原暨南大学附属护士学校校长、暨南大学附属第一医院副院长。创办了广州市卫生学校、广州市护士学校、广州市红十字会附属学校等3所护理学校，曾享受中国国务院突出贡献特殊津贴。

## 生平
1916年11月生于天津，曾经就读于南开大学商学院。1941年7月毕业于北京协和医院护理系。1949年获得哥伦比亚大学师范学院医学管理学学士学位。
1949年回到中国后，先后在广东省多个学术机构、医疗机构任职。1993年退休。
2021年9月15日，因病逝世，享年106岁。